# Una famiglia (miniserie televisiva)
Una famiglia (Das Adlon. Eine Familiensaga) è una miniserie televisiva tedesca del 2013, andata in onda in Germania su ZDF il 6, il 7 e il 9 gennaio 2013. La miniserie copre l'arco temporale dalla nascita dell'hotel Adlon nel 1904 alla sua riapertura nel 1997, attraversando diverse epoche della storia tedesca, dall'impero alla prima guerra mondiale, dal periodo d'oro degli anni Venti al nazionalsocialismo, dalla seconda guerra mondiale al dopoguerra, fino alla Repubblica Democratica Tedesca.
In Italia è stata trasmessa in prima visione su Canale 5 il 10 e 13 dicembre 2013, divisa in due puntate.
Viene poi replicata dal 26 Agosto 2017 su La 5 in versione integrale con il titolo Hotel Adlon - a family saga.

## Trama
È il 1997 e la novantatreenne Sonja Schadt comincia a narrare le vicende della sua famiglia, strettamente legate a quelle dell'Adlon, un lussuoso albergo a Berlino fondato da Lorenz Adlon, amico di suo nonno, Gustaf Schadt. Nel 1904, in seguito a una notte passata con il figlio del cocchiere, Friedrich Loewe, Alma, figlia di Gustaf e Ottilie Schadt, rimane incinta e la madre, per evitare lo scandalo, decide di crescere Sonja come sua figlia e impedisce ad Alma di avvicinarsi alla piccola. Mentre Friedrich diventa fattorino all'hotel Adlon, appena inaugurato, Alma rifiuta di sposare l'ufficiale Siegfried von Tennen ed emigra in America seguendo la fotografa Undine Adams, con la quale ha cominciato una relazione fortemente condannata dalla famiglia e dalla società. È solo sul letto di morte, dopo la prima guerra mondiale e la rivoluzione di Berlino, che Gustaf racconta a Sonja tutta la verità, sconvolgendola. Madre e figlia hanno l'occasione di chiarirsi quando Alma torna in Germania per il funerale. Non passa molto che Ottilie, distrutta dalla morte del marito, si suicida annegandosi nel lago.
Alma vende la casa di famiglia e intende portare Sonja in America nonostante le resistenze della ragazza, che, essendo ancora minorenne, è passata sotto la tutela di Lorenz Adlon poiché Alma è registrata a tutti gli effetti come sua sorella. Poiché Gustaf versò una grossa somma per aiutare l'amico a costruire l'hotel, i Schadt ne sono in parte proprietari e Lorenz offre a Sonja un appartamento all'Adlon, che la ragazza accetta, lasciando partire Alma da sola con la promessa che un giorno la raggiungerà in America. All'Adlon, Sonja ritrova il padre Friedrich e la zia Margarete, e s'innamora del pianista ebreo Julian Zimmermann. Poco dopo, Lorenz Adlon muore investito da un camion e il figlio Louis prende le redini dell'hotel insieme alla seconda moglie Hedda Berger, facendo vivere all'albergo il periodo di massimo splendore, mentre Julian lascia l'Adlon e diventa un reporter. Nel 1923, Sonja inizia a lavorare in radio, prima come pianista, poi come speaker, e tre anni dopo viene invitata al matrimonio di Julian con l'attrice Tamara Lieberkoff, dalla quale l'uomo divorzia pochi anni dopo per stare con Sonja. La coppia progetta di sposarsi, ma nel 1933 Julian viene arrestato dai nazisti e rinchiuso in un campo di prigionia.
Durante il confinamento del compagno, Sonja dà alla luce la loro bambina, Anna-Maria. Quando nell'estate del 1936 Julian viene rilasciato in occasione delle Olimpiadi, la coppia decide di scappare all'estero, ma l'uomo viene arrestato dalla Gestapo e ritrovato in possesso di un passaporto falso. È solo grazie all'intervento di Sebastian von Tennen, fratello dell'ex fidanzato di Alma, Siegfried von Tennen, e da sempre innamorato di Sonja, che Julian non viene condannato a morte per alto tradimento, ma, mentre Sonja tiene alla radio il discorso d'apertura dei giochi olimpici, Julian viene espatriato con Anna-Maria. Infastidita dell'influenza nazista sull'emittente radiofonica, poco dopo Sonja si licenzia. Con lo scoppio della seconda guerra mondiale e l'inizio delle deportazioni ebraiche, Louis si trasferisce in campagna con Hedda a causa dei propri problemi di salute e lascia l'hotel in custodia a Sonja e Friedrich, che lo trasformano in un ospedale. Il 2 maggio 1945, però, la struttura viene quasi completamente consumata da un incendio appiccato per errore dai russi durante l'inseguimento di Siegfried von Tennen, ufficiale nazista: nel tentativo di salvare l'uomo, Friedrich muore, seguito poco dopo da Louis, che viene invece stroncato da un attacco cardiaco, e da Alma. Alla fine del conflitto, i russi, dopo aver espropriato l'Adlon, nominano Sonja responsabile; la donna, che ha intanto cominciato una relazione con Sebastian, inizia a cercare Anna-Maria. Quest'ultima, ormai diciassettenne, si presenta all'albergo nel 1952 per chiedere alla madre di firmare un documento che le consenta il riconoscimento della cittadinanza tedesca, permettendole così di rimanere a Berlino a studiare. Dalla visita di Anna-Maria, che prova molto risentimento nei confronti della madre e crede che lei l'abbia abbandonata perché non la voleva più, Sonja apprende che Julian vive in Israele, è sposato e ha due figlie. La verità viene a galla l'anno seguente durante il processo a Siegfried: è stato Sebastian a chiedere l'espatrio di Julian e Anna-Maria per poter avere una possibilità con Sonja. La relazione tra i due finisce e Sonja si riconcilia con la figlia e con Julian, che torna comunque in Israele dalla sua famiglia. Sonja gestisce l'Adlon fino alla chiusura nel 1970, trasferendosi poi a Long Island nella casa che fu di Alma: qui viene raggiunta sette anni dopo da Julian, rimasto vedovo, e i due si sposano, ricevendo saltuariamente le visite di Anna-Maria, che si è sposata ed è diventata madre di una bambina.

## Accoglienza
Nella trasmissione su ZDF, la prima puntata è stata vista da 8.53 milioni di spettatori (share del 22,5%), la seconda da 8.28 milioni (24,2%) e la terza da 8.74 milioni (25,7%).
In Italia, dove la miniserie è stata mandata in onda in due puntate, la prima è stata seguita da 2.78 milioni di spettatori (11,85% di share), mentre la seconda da 2.26 milioni (10,69%). Le scene d'amore di Alma e Undine sono state censurate con un taglio. Viene replicata dal 26 Agosto 2017 su La 5 in versione integrale.

## Premi
- Romy 2013, Attrice preferita a Marie Bäumer[8]
- New Faces Awards 2013, Miglior nuova attrice a Maria Ehrich[9]
- Shanghai TV Festival 2013, Magnolia Award come miglior miniserie[10]